# Gilberton
Gilberton és una població dels Estats Units a l'estat de Pennsilvània. Segons el cens del 2000 tenia 867 habitants.

## Demografia
Segons el cens del 2000, Gilberton tenia 867 habitants, 385 habitatges, i 219 famílies. La densitat de població era de 234,1 habitants per quilòmetre quadrat.
Dels 385 habitatges en un 23,6% hi vivien nens de menys de 18 anys, en un 42,3% hi vivien parelles casades, en un 10,9% dones solteres, i en un 43,1% no eren unitats familiars. En el 40,3% dels habitatges hi vivien persones soles el 22,3% de les quals corresponia a persones de 65 anys o més que vivien soles. El nombre mitjà de persones vivint en cada habitatge era de 2,25 i el nombre mitjà de persones que vivien en cada família era de 3,1.
Per edats la població es repartia de la següent manera: un 21,8% tenia menys de 18 anys, un 6,8% entre 18 i 24, un 29,3% entre 25 i 44, un 22,6% de 45 a 60 i un 19,5% 65 anys o més.
L'edat mediana era de 40 anys. Per cada 100 dones de 18 o més anys hi havia 98,2 homes.
La renda mediana per habitatge era de 24.792 $ i la renda mediana per família de 34.500 $. Els homes tenien una renda mediana de 27.875 $ mentre que les dones 21.000 $. La renda per capita de la població era de 14.785 $. Entorn del 9,5% de les famílies i el 10,6% de la població estaven per davall del llindar de pobresa.

## Poblacions més properes
El següent diagrama mostra les poblacions més properes.